# Richard Pue
Richard Pue (mort vers 1722) est un éditeur de journaux, libraire et propriétaire du café irlandais Dick's Coffee House,,.

## Biographie
La date et le lieu de naissance de Richard Pue sont inconnus. Il a créé le Dick's Coffee House sur Skinner Row à Dublin un peu avant juillet 1698. Pue devient un freeman de Dublin en 1701, en tant que membre de la guilde des teinturiers. Le 25 décembre 1703, il commence à publier Impartial Occurrences avec Edward Lloyd. Cette publication est livrée par la poste à travers le pays, Pue agissant en qualité de rédacteur en chef jusqu'en 1706. La publication cesse en février 1706, pour paraître à nouveau en février 1712 sous le nom Pue's Occurences (sic). Fin décembre 1705, Lloyd et Pue publient conjointement une attaque satirique sur le A tale of a tub des protestants de Jonathan Swift. Ils impriment aussi  Votes of the Irish house of commons (n ° 1 à 65) entre juillet et octobre 1707 et de mai et juin 1709,.
En raison des tendances politiques de Pue, le café Dick est un lieu de rassemblement pour les protestants jacobites de Dublin, Robert Rochefort et ses alliés fréquentant l'établissement. Pue devient Tory et se montre de plus en plus intolérant s'agissant des opinions jacobites, signalant le Dublin Castle comme des « murmures papistes » en 1707. À partir de 1710, il publie et republie des brochures Tory sur des sujets tels que le procès d'Henry Sacheverell à Londres.
En 1714, après l'adhésion à la monarchie hanovrienne, Pue souffre de ses tendances Tory. Il est incarcéré brièvement par la chambre des communes irlandaises en février 1715. Cela fait partie d'une purge globale de la presse Tory à Dublin, et Pue est placé en détention à nouveau en novembre 1717. Il quitte l'Irlande pendant quelque temps, revenant fin de décembre pour publier Pue's Occurences de nouveau le 4 janvier 1718. Il s'occupe d'un certain nombre de ventes au Dick's à partir des années 1720, ainsi que de la vente d'eye water et autres élixirs de santé. Pue imprime sans avoir prêté serment à la guilde des imprimeurs. Il meurt au début de 1722 et est enterré à l'Église Saint Nicholas Within (en) de Dublin le 10 mai 1722. Sa femme Elizabeth reprend ses affaires après sa mort, et elle est à son tour remplacée par son fils Richard.